# Потребность
Потре́бность — внутреннее состояние психологического или функционального ощущения недостаточности чего-либо, проявляется в зависимости от ситуационных факторов.
Потребности растительных форм жизни минимальны: для жизнедеятельности и построения своих тел им, в большинстве случаев, необходимы — свет, вода и минеральный субстрат. Потребности животных более сложны. Однако в большинстве случаев, биологическую основу потребностей животных можно свести к базовым инстинктам живой материи — питание, сон, размножение, безопасность. Потребности человека представляют собой самую неоднозначную категорию исследования и обуславливаются, помимо общей с животными первой сигнальной системы, наличием сложной психической организации, представленной второй сигнальной системой — мышлением и речью.

## Проявления
Потребности проявляются в виде эмоционально окрашенных желаний, влечений, стремлений, а их удовлетворение — в виде оценочных эмоций. Потребности обнаруживаются личностью в мотивах, побуждающих её к деятельности. Воспитание потребностей — одна из центральных задач формирования личности.
Ярким примером может служить жажда — острое чувство потребности в воде, возникающее при обеднении ею организма животного или при превышении в крови нормальной концентрации минеральных и органических веществ. Физиологический же механизм этого чувства — воздействие повышенного общего и осмотического давления, изменение концентрации ионов натрия, происходит возбуждение питьевого центра в головном мозге, вызывающее нервно-гуморальные реакции сохранения воды в организме, поиск воды особью.

## Появление
По мере удовлетворения одних потребностей у человека возникают другие потребности. Это позволяет утверждать, что потребности безграничны. Потребности связаны с наличием у человека чувства неудовлетворённости, когда человеку не достаёт того, что требуется. Наличие потребности сопровождается эмоциями: сначала, по мере усиления потребности, — отрицательными, а затем — в случае её удовлетворения — положительными. Потребности определяют избирательность восприятия мира, фиксируя внимание человека преимущественно на тех объектах, которые могут удовлетворить его потребности. В течение жизни потребности человека меняются и возрастают.
Наличие неудовлетворённых потребностей у человека Гельвеций связывал с напряжением и дискомфортом, несоответствием внутреннего (желаемого) и внешнего (реального), которые являются побудителями и мотивацией активности человека. Наличие неудовлетворённых жизненно важных, витальных потребностей может привести к смерти. Потребность может пониматься как некая гипотетическая переменная, которая, по обстоятельствам, проявляется то в виде мотива, то в виде черты. В последнем случае потребности стабильны и становятся качествами характера человека.

## Связь с другими понятиями
Есть мнение, что понятие потребности, описывающее внутреннее отношение субъекта к другим субъектам или объектам и объясняющее поведение живых существ — излишне, так как поведение живых существ можно описать без его использования.
Желание (конкретизированная потребность) — потребность, принявшая конкретную форму в соответствии:
- с культурным уровнем и личностью индивида
- с историческими, географическими и другими факторами страны или региона.

Первичный драйв, врождённый драйв (человек обладает с рождения) — боль, жажда, голод, ориентировка и другие побудители, ассоциируемые с физиологическими состояниями внутри организма.
Средствами удовлетворения человеческих потребностей являются блага.
Удовлетворению материальных потребностей в пище, одежде, жильё, здоровье служит быт (как совокупность связей и отношений).
Степень удовлетворения определённых потребностей человека оценивается благосостоянием.
Совокупность действий, направленных на оптимальное удовлетворение духовных и материальных потребностей человека, составляет жизнеобеспечение.
Первичным эмоциональным проявлением потребности человека является влечение.
Социальный процесс сокращения и/или лишения возможностей удовлетворения основных жизненных потребностей индивидов или групп называется депривацией.
Двигательная активность также является необходимым условием поддержания нормального функционального состояния человека.

## Особенности потребностей человека
Поскольку процесс удовлетворения потребностей выступает как целенаправленная деятельность, потребности являются источником активности личности. Осознавая цель субъективно как потребность, человек убеждается, что удовлетворение последней возможно лишь через достижение цели. Это позволяет ему соотнести свои субъективные представления о потребности с её объективным содержанием, отыскивая средства овладения целью как объектом.
Для человека характерно то, что даже те потребности, которые связаны с задачами его физического существования, отличны от аналогичных потребностей животных. В силу этого они способны существенно видоизменяться в зависимости от общественных форм его жизнедеятельности. Развитие человеческих потребностей реализуется за счёт общественно обусловленного развития их предметов.
Субъективно потребности репрезентируются в виде эмоционально окрашенных желаний, влечений, стремлений, а их удовлетворение — в виде оценочных эмоций. Потребности обнаруживаются в мотивах, влечениях, желаниях и прочем, побуждающих человека к деятельности и становящихся формой проявления потребности. Если в потребности деятельность по существу зависима от её предметно-общественного содержания, то в мотивах эта зависимость проявляется как собственная активность субъекта. Поэтому раскрываемая в поведении личности система мотивов богаче признаками и более подвижна, чем потребность, составляющая её сущность. Воспитание потребностей — одна из центральных задач формирования личности.
Наличие потребности сопровождается эмоциями: сначала, по мере усиления потребности — отрицательными, а затем — в случае её удовлетворения — положительными.
Потребности определяют избирательность восприятия мира, фиксируя внимание человека преимущественно на тех объектах, которые имеют способность утолять потребности. На физиологическом уровне потребности выражаются как устойчивые очаги возбуждения соответствующих нервных центров, определённые академиком Ухтомским А. А. как доминанты. При соответствующих условиях, сильные доминанты могут подавлять функционирование других нервных центров. 
Количество потребностей возрастает в процессе филогенеза и онтогенеза. Так, число потребностей возрастает в эволюционном ряду: растения — примитивные животные — высокоразвитые животные — человек, а также в онтогенетическом ряду: новорождённый — грудной младенец — дошкольник — школьник — взрослый человек.

### Опредмечивание
При рассмотрении связи потребностей с деятельностью нужно сразу же выделить два этапа в жизни каждой потребности: период до первой встречи с предметом, удовлетворяющим потребность, и период после этой встречи.
На первом этапе потребность, как правило, не явлена субъекту: он может испытывать состояние какого-то напряжения, неудовлетворённости, но не знать, чем это вызвано. Со стороны поведения потребностное состояние выражается в беспокойстве, поиске, переборе различных предметов. В ходе поисков обычно происходит встреча потребности с её предметом, чем и завершается первый этап жизни потребности. Процесс «узнавания» потребностью своего предмета называется опредмечением потребности. Самим актом опредмечения потребность преобразуется — становится определённой, потребностью именно в данном предмете. В элементарных формах это явление известно как запечатление (импринтинг).
Опредмечение — очень важное событие: в этом акте рождается мотив. Мотив и определяется как предмет потребности. Можно сказать, что через опредмечение потребность получает свою конкретизацию. Поэтому мотив ещё определяется как опредмеченная потребность. Вслед за опредмечением деятельности и появлением мотива резко меняется тип поведения — оно обретает направленность, зависящую от мотива.
В процессе опредмечения обнаруживаются важные черты потребностей:
1. первоначально очень широкий спектр предметов, способных удовлетворить заданную потребность;
2. быстрая фиксация потребности на первом удовлетворившем её предмете.

## Классификации потребностей человека
Существует множество классификаций потребностей.
Различают потребности:
- по сферам деятельности:
  - потребности труда
  - познания
  - общения
  - отдыха
- по объекту потребностей:
  - материальные (потребность в каких-то предметах: деньги, машина, дом, лекарства, книги)
  - биологические (потребности присущие человеку, как биологическому существу: вода, еда, воздух, отдых, сон)
  - социальные (потребности в социуме: общение, труд, самореализация)
  - духовные (потребности в развитии: получение знаний и умений, познание мира, самосовершенствование)
  - этические
  - эстетические и др.
- по значимости:
  - доминирующие/второстепенные
  - центральные/периферические
- по временной устойчивости:
  - устойчивые
  - ситуативные
- по функциональной роли:
  - естественные
  - обусловленные культурой
- по субъекту потребностей:
  - групповые
  - индивидуальные
  - коллективные
  - общественные

### По сферам
Потребности подразделяются по характеру деятельности (оборонительной, пищевой, половой, познавательной, коммуникативной, игровой).
Разделение в связи с теми целями, которые достигаются по мере удовлетворения потребности
- биологические,
- трудовые,
- познания,
- общения,
- отдыха;

Американский психолог Уильям Мак Дугалл полагал, что в основе тех или иных потребностей человека лежат определённые инстинкты, которые проявляются через соответствующие ощущения и мотивируют человека к определённой деятельности.
| №  | инстинкт                        | его проявление          |
| -- | ------------------------------- | ----------------------- |
| 1  | пищевой инстинкт                | голод                   |
| 2  | инстинкт самосохранения (страх) | бегство                 |
| 3  | стадный инстинкт                | стремление к общению    |
| 4  | инстинкт приобретательства      | жадность                |
| 5  | инстинкт продолжения рода       | половое влечение        |
| 6  | родительский инстинкт           | забота                  |
| 7  | инстинкт созидания              | стремление к активности |
| 8  | отвращение                      | неприятие, отторжение   |
| 9  | удивление                       | любознательность        |
| 10 | гнев                            | агрессивность           |
| 11 | смущение                        | самоуничижение          |
| 12 | воодушевление                   | самоутверждение         |

Психологическое понятие лень является проявлением потребности (инстинкта) экономии сил.
Список мотивационных факторов Гилфорда:
1. факторы, соответствующие органическим потребностям:
  1. голод,
  2. общая активность;
2. потребности, относящиеся к условиям среды
  1. потребность в комфорте, приятном окружении,
  2. педантичность (потребность в порядке, в чистоте),
  3. потребность в уважении к себе со стороны окружающих;
3. потребности, связанные с работой:
  1. честолюбие,
  2. упорство,
  3. выносливость;
4. потребности, связанные с социальным положением:
  1. потребность в свободе,
  2. независимость,
  3. конформизм,
  4. честность.
5. социальные потребности:
  1. потребность находиться среди людей,
  2. потребность угождать,
  3. потребность в дисциплине,
  4. агрессивность;
6. общие интересы:
  1. потребность в риске или, наоборот, в безопасности,
  2. потребность в развлечениях.

Согласно подходу Б. И. Додонова по классификации эмоций можно говорить о следующих видах потребностей:
1. акизитивные (потребность в накоплении, приобретении),
2. альтруистические (потребность совершать бескорыстные действия),
3. гедонистические (потребность в комфорте, безмятежности),
4. глорические (потребность в признании собственной значимости),
5. гностические (потребность в познании),
6. коммуникативные (потребность в общении),
7. праксические (потребность в результативности усилия),
8. пугнические (потребность в соревновании),
9. романтические (потребность в необычном, неизведанном),
10. эстетические (потребность в прекрасном).

Согласно Генри Мюррею, потребности делятся прежде всего на потребности первичные и потребности вторичные. Различаются также потребности явные и потребности латентные; эти формы существования потребности определяются способами их удовлетворения. По функциям и формам проявления различаются потребности интровертные и потребности экстравертные. Потребности могут проявляться на действенном или вербальном уровне; они могут быть эгоцентрическими или социоцентрическими, а общий список потребностей таков:
1. доминантность — стремление контролировать, оказывать влияние, направлять, убеждать, препятствовать, ограничивать;
2. агрессия — стремление словом или делом опозорить, осудить, поиздеваться, унизить;
3. поиск дружеских связей — стремление к дружбе, любви; добрая воля, симпатии к другим; страдание при отсутствии дружеских отношений; желание сблизить людей, устранить препятствия;
4. отвержение других — стремление отвергнуть попытки сближения;
5. автономия — стремление освободиться от всяких ограничений: от опеки, режима, порядка и пр.;
6. пассивное повиновение — подчинение силе, принятие судьбы, интрапунитивность, признание собственной неполноценности;
7. потребность в уважении и поддержке;
8. потребность достижения — стремление преодолеть нечто, превзойти других, сделать что-то лучше, достичь высшего уровня в некоем деле, быть последовательным и целеустремлённым;
9. потребность быть в центре внимания;
10. потребность игры — предпочтение игры всякой серьёзной деятельности, желание развлечений, любовь к остротам; иногда сочетается с беззаботностью, безответственностью;
11. эгоизм (нарциссизм) — стремление ставить превыше всего собственные интересы, самодовольство, автоэротизм, болезненная чувствительность к унижению, застенчивость; тенденция к субъективизму при восприятии внешнего мира; часто сливается с потребностью в агрессии или отвержении;
12. социальность (социофилия) — забвение собственных интересов во имя группы, альтруистическая направленность, благородство, уступчивость, забота о других;
13. потребность поиска покровителя — ожидание совета, помощи; беспомощность, поиск утешения, мягкого обращения;
14. потребность оказания помощи;
15. потребность избегания наказания — сдерживание собственных импульсов с целью избежать наказания, осуждения; потребность считаться с общественным мнением;
16. потребность самозащиты — трудности с признанием собственных ошибок, стремление оправдаться ссылками на обстоятельства, отстаивать свои права; отказ от анализа своих ошибок;
17. потребность преодоления поражения, неудачи — отличается от потребности достижения акцентом на самостоятельности в действиях;
18. потребность избегания опасности;
19. потребность порядка — стремление к аккуратности, упорядочению, точности, красоте;
20. потребность суждения — стремление ставить общие вопросы или отвечать на них; склонность к абстрактным формулам, обобщениям, увлечённость «вечными вопросами», и пр[11].

### По объекту
Разделение в связи с тем, на какой объект направлена потребность.
- биологические (пища, вода, воздух, климатические условия и т. п.),
- материальные (жилище, одежда, средства передвижения, орудия производства и т.п),
- социальные (общение, общественная деятельность, общественное признание и т. п.),
- духовные (знания, творческая деятельность, создание прекрасного, научные открытия и т. п.),
- этические,
- эстетические,
- другие;

### По функциональной роли
- доминирующие/второстепенные,
- центральные/периферические,
- устойчивые/ситуативные;

### По происхождению
Существует деление на две большие группы — естественные и культурные. Первые из них запрограммированы на генетическом уровне, а вторые формируются в процессе общественной жизни.
По аналогии с условными и безусловными рефлексами потребности так же делят на:
- врождённые;
- простые приобретённые;
- сложные приобретённые.

Под простыми приобретёнными потребностями понимаются потребности, сформированные на основании собственного эмпирического опыта индивида (например, потребность трудоголика в любимой работе), под сложными же — на основании собственных умозаключений и представлений неэмпирического происхождения (например, потребность религиозного человека в исповеди, базирующаяся на привитом извне представлении о позитивных последствиях ритуала, но не на эмпирическом ощущении вины и унижения при его совершении).

### По субъекту потребностей
- индивидуальные,
- групповые,
- коллективные,
- общественные.

### Иерархия потребностей

Пирамида потребностей по Маслоу

Потребности человека образуют иерархическую систему, где каждая потребность имеет свой уровень значимости. По мере их удовлетворения они уступают первенство другим потребностям.
Классификация по уровню сложности разделяет потребности на биологические, социальные и духовные.
- К биологическим можно отнести стремление человека поддерживать своё существование (потребность в пище, одежде, сне, безопасности, сексуальном удовлетворении, в экономии сил и пр.).
- К социальным потребностям относится потребность человека к общению, к популярности, к господству над другими людьми, к принадлежности к определённой группе, в лидерстве и признании.
- Духовные потребности человека — это потребность познать окружающий мир и себя самого, стремление к самосовершенствованию и самореализации, в познании смысла своего существования.

Обычно у человека одновременно имеется более десяти нереализованных потребностей одновременно, и его подсознание расставляет их по степени значимости, образуя довольно сложную иерархическую структуру. Одним из способов отображать психологическую классификацию потребностей — «Пирамида потребностей Маслоу». Абрахам Маслоу делил потребности по последовательности их удовлетворения, когда потребности высшего уровня появляются после удовлетворения потребностей уровнем ниже.
- Биологические (физиологические) потребности обусловлены необходимостью в поддержании жизнедеятельности. Для нормального обмена веществ человеку нужна пища, пригодные для жизни условия и возможность отдыха и сна. Эти потребности называются витальными, так как их удовлетворение существенно необходимо для жизни.
- Реализация физиолого-психологической потребности в безопасности и уверенности в будущем позволяет в длительном промежутке времени сохранять гомеостаз. Для продолжения рода необходим секс. (К физиолого-психологическим потребностям можно также причислить потребность в информации, так как в отсутствие нервных сигналов нервная ткань деградирует, а психика людей в условиях сенсорной депривации расстраивается.)
- Потребность в общении, любви и поддержке со стороны окружающих является психолого-социальной потребностью, реализация которой позволяет людям действовать в группах (см. аффилиация).
- Потребность в признании и самоутверждении является социальной потребностью, реализация которой позволяет определить своё место в обществе.
- Потребность в самовыражении является творческой, созидательной потребностью, благодаря её реализации люди создают предметы искусства.

### По видам поведения
Ф. Н. Ильясов, в рамках этологического подхода, выделяет шесть основных видов поведения (потребности), описывающие жизнедеятельность высших животных и человека:
1. пищевое,
2. половое (сексуально-репродуктивное),
3. статусное (коллективное, социальное),
4. территориальное,
5. комфортное,
6. ювенильное (игровое).

В рамках этологического подхода (то есть дающего самый «низкий» уровень описания) допустимо полагать, что приведённые шесть потребностей способны исчерпывающим образом описывать функционирование такой сложной системы как человек.
Проблема иерархии потребностей в рамках этого подхода решается через проблему типологии индивидов по ранжированию доминирующих потребностей. Даже обыденный опыт подсказывает нам, что есть субъекты с доминированием различных видов поведения — полового, пищевого, статусного и др. Возможно построение типологии на основе ранжирования важности потребностей с точки зрения субъекта. Вопрос этот, безусловно, требует эмпирического обоснования, однако, не исключено, что достаточно полно отражать поведение могут 2−3 доминирующие потребности.

### Физиологическая классификация потребностей
П. В. Симонов предложил все биологические потребности разделить на три типа:
- витальные,
- зоосоциальные,
- потребности саморазвития.

Классификация Симонова физиологична: она основана на данных о нервных центрах мозга, о тех медиаторах, которые работают, когда мы ощущаем голод, тревогу, радость, агрессию.

## Философия
Ещё философы Древней Греции и Древнего Рима достигли значительных успехов в понимании потребностей человека. Античные мыслители признавали потребности основными побудительными силами человеческой деятельности. Демокрит, например, рассматривал потребность как основную движущую силу, которая сделала ум человека изощрённым, позволила приобрести язык, речь, привычку к труду. Вне потребностей человек не смог бы выйти из дикого состояния. По мнению Гераклита, потребности определяются условиями жизни. Он отличал, что всякое желание должно быть разумно. Умеренность в удовлетворении потребностей способствует развитию и совершенствованию интеллектуальных способностей человека. Платон разделил потребности на первичные, образующие «низшую душу», которая подобна стаду, и на вторичные, образующие «разумную, благородную» душу, цель которой руководить первой.
Большое значение придавали потребностям как основным источникам активности человека французские материалисты конца XVII века. Поль Гольбах писал, что потребности выступают движущим фактором наших страстей, воли, умственной активности. Потребности человека беспрерывны, и это обстоятельство служит источником его постоянной активности.
Большую роль потребностям в понимании активности человека отводил Н. Г. Чернышевский. С развитием потребностей он связывал и развитие познавательных способностей человека.
Как самостоятельная научная проблема вопрос о потребностях стал рассматриваться в философии, социологии, экономике, психологии в первой четверти XX века.
Обобщённо потребность можно определить как нужду, необходимости в чём-то. Следует подчеркнуть, что довольно большое число учёных «рассматривают потребность как состояние напряжения». В жизни можно наблюдать как само появление нужды меняет состояние человека. Такое (потребностное) состояние заставляет его искать причину дискомфортности, выяснять, чего человеку не хватает. Таким образом, потребность побуждает человека к действию, к деятельности, к активности.
В настоящее время существует много различных точек зрения на сущность потребности. Большинство учёных сходится только в том, что почти все признают потребность как основную побудительную силу человеческой деятельности. Однако ни полного единодушия, ни однозначности в толковании этого понятия нет.

### Диалектический материализм
Карл Маркс подчёркивает, что «человек отличается от всех остальных животных безграничностью своих потребностей и их способностью к расширению».